# Thorleif Schjelderup
Thorleif Schjelderup (Oslo, 20 gennaio 1920 – Oslo, 28 maggio 2006) è stato un saltatore con gli sci norvegese.

## Palmarès
Olimpiadi
- 1 medaglia:
  - 1 bronzo (salto con gli sci a St. Moritz 1948)